# اندرو دیویس (کارگردان)
اندرو دیویس (انگلیسی: Andrew Davis؛ زادهٔ ۲۱ نوامبر ۱۹۴۶) یک کارگردان، تهیه‌کننده، و مدیر فیلم‌برداری اهل ایالات متحده آمریکا است. وی از سال ۱۹۶۹ میلادی تاکنون مشغول فعالیت بوده‌است.

## کارگردانی
- جزیره سنگی(۱۹۷۸)-Stony Island
- ترورنهایی(۱۹۸۳)-The Final Terror
- کد سکوت (فیلم۱۹۸۵)- Code of Silence
- فراتر از قانون (فیلم ۱۹۸۸)
- بسته (فیلم ۱۹۸۹)-The Package
- تحت محاصره(۱۹۹۲)
- فراری (فیلم ۱۹۹۳)
- سرقت بزرگ سرقت کوچک (فیلم۱۹۹۵)- Steal Big Steal Little
- واکنش زنجیره‌ای (فیلم۱۹۹۶)
- قتلی بی‌نقص(۱۹۹۸)
- تلفات جانبی (فیلم۲۰۰۲)
- سوراخ ها (فیلم۲۰۰۳)- Holes
- نگهبان (فیلم ۲۰۰۶)